# Our Mirage
Our Mirage ist eine 2017 gegründete Post-Hardcore-Band aus Marl in Nordrhein-Westfalen.

## Geschichte
Die Band Our Mirage wurde gegründet von Sänger Timo Bonner, Gitarrist Steffen Hirz, Bassist und Backgroundsänger Manuel Möbs sowie dem Schlagzeuger Daniel Maus. Timo Bonner war vor Gründung von Our Mirage bis 2017 bei Forever in Combat aktiv. Die Band gab 2017 dann etliche Konzerte in Deutschland und hatte im November desselben Jahres eine erste kleine Europatour. Am 11. Juli 2018 unterschrieb die Gruppe, die bis dahin vier Singles veröffentlicht hatte, einen Vertrag beim deutschen Musiklabel Arising Empire. Das Album erschien offiziell am 24. August 2018. Am 18. August 2018 eröffnete die Gruppe das Elbriot-Festival in Hamburg, wo am selben Tag auch Killswitch Engage, Beartooth und Arch Enemy auftraten. Im Dezember desselben Jahres begleitete die Band Breathe Atlantis und Imminence auf deren Europatour. 2019 eröffneten sie für Callejon auf deren Hartgeld im Club pt.II  Tour.
Ihre erste Headliner-Tour startete im März 2019 zusammen mit Die Heart und The Disaster Area, die mit 5 Terminen quer durch Deutschland ging. Im Sommer 2019 spielte das Quartett auf einigen Festivals in ganz Deutschland. Mit dabei war das Impericon Festival in München und das Deichbrand Festival in Cuxhaven. Ende 2019 kündigte die Band an, ein neues Album namens Unseen Relations im Februar 2020 zu veröffentlichen. Es folgten zwei Singles aus dem Album. Nach nur zwei Terminen musste die Band ihre Tournee im März 2020 abbrechen und machte eine fast zwei Jahre dauernde Spielpause, währenddessen sie sich mit drei Singles (Transparent, Remedy, Calling You) zurückmeldete. Es folgten während der Pandemie drei coronakonforme Konzerte in Dortmund, Frankfurt und München.
Anfang 2022 kündigte die Band auch die Fortsetzung zur Unseen Relations Release Tour an. Inklusive aller verschobenen Konzerte und Festivals aus der Pandemie spielte die Band mehr als 50 Konzerte. Mit dabei waren Festivals wie Vainstream, Fallen Fortress, Traffic Jam u. v. m. Am 20. August 2022 eröffnete die Gruppe erneut das nach der Coronapause ausverkaufte Elbriot in Hamburg.
Ende 2022 veröffentlichte die Band ihr neues Album Eclipse. Die Veröffentlichung wurde von einer besonderen Musikvideo-Trilogie begleitet, bestehend aus den Songs "Help Me Out", "Black Hole" und dem Titeltrack "Eclipse". Diese visuell zusammenhängende Reihe sorgte für große Aufmerksamkeit.
Im Jahr 2024 begab sich Our Mirage erneut auf Tournee und trat als Vorband für die schwedische Metalcore-Band Dead by April auf. Parallel dazu verzeichnete die Band ein bemerkenswertes Wachstum ihrer Social-Media-Kanäle, was ihre steigende Popularität unterstreicht.
Zu ihren weiteren Auftritten zählte die Eröffnungsparty des renommierten Festivals Rock am Ring. 
Ende 2024 kam es zu einer Veränderung in der Besetzung, als der Gitarrist Steffen Hirz sich entschied, die Band zu verlassen. Seine Rolle wurde von David Misch übernommen, der die Gruppe bereits seit mehreren Jahren als Guitar-Tech und Backup-Gitarrist auf Tourneen begleitet hatte.
Auch im Jahr 2025 setzte sich der Erfolg fort: Our Mirage spielte als Vorband in der ausverkauften Westfalenhalle in Dortmund und trat zudem auf der Murderstage beim Vainstream Rockfest auf.

## Stil
Die Liedtexte, für die sich Sänger Timo Bonner verantwortlich zeigt, handeln von Depressionen, Angstzuständen und Mobbing. In einem Interview erklärte Bonner, dass persönlich erlebte Erfahrungen ausschlaggebend für die Thematiken der Lieder der Band sind. Auf die Frage, ob auch Geschichten von Fans aufgegriffen und verarbeitet werden, antwortete Bonner, dass das Lied Heartbeat für seine derzeitige Freundin, die seit jeher mit Panikattacken lebt, geschrieben wurde.
Die Band beschreibt ihre Musik als „Hard hitting Lyrics with heart-hitting music“, auf Deutsch etwa ‚hart treffende Texte mit herztreffender Musik‘ Dabei handelt es sich um eine Mischung aus Melodic Hardcore und Post-Hardcore, der sich nahe am Alternative Rock bewegt. Die Lieder der Band bewegen sich auf dem Debütalbum überwiegend im „ruhigen Fahrwasser“, allerdings lässt die gelungene Produktion soundtechnische Vergleiche mit Annisokay zu. Der Sound der Gruppe wird als „weich aber druckvoll“ beschrieben, wobei die Musiker musikalische Elemente des Post-Hardcore verarbeiten. Die Gitarrenriffs werden als „flächig“, der Klargesang als „cleanes Gepicke“ umschrieben.

## Diskografie
Alben
- 2018: Lifeline (Arising Empire)
- 2020: Unseen Relations (Arising Empire)
- 2022: Eclipse (Arising Empire)

 Singles 
- 2018: Nightfall – Piano (Arising Empire)
- 2019: Different Eyes (Arising Empire)
- 2019: After All (Arising Empire)[13]
- 2019: Unseen (Arising Empire)[14]
- 2020: Transparent (Arising Empire)
- 2020: Remedy (Arising Empire)[15])
- 2021: Through the Night (Arising Empire[16]
- 2022: Calling You (Arising Empire)[17]
- 2022: Summertown (Arising Empire)[18]
- 2022: Black Hole (Arising Empire)[19]
- 2022: Help Me Out (Arising Empire)[20]